# Stichorkis pullei
Stichorkis pullei là một loài thực vật có hoa trong họ Lan. Loài này được (J.J.Sm.) Marg., Szlach. & Kulak mô tả khoa học đầu tiên năm 2008.